# Save the Cinema
Save the Cinema ist ein von Sara Sugarman Regie geführtes Filmdrama. Es erzählt, wie ein Jugendtheater in Carmarthen (Wales) durch das Engagement einer jungen Friseurin namens Liz Evans vor der Schließung bewahrt werden konnte. Der Film beruht auf wahren Begebenheiten.
Save the Cinema erschien am 14. Januar 2022.

## Handlung
Liz Evans ist Friseurin und Leiterin eines Jugendtheaters in Carmarthen, Wales, die 1993 eine Kampagne startete, um das örtliche Theater vor der Schließung zu retten. Sie und ein Gemeinderat bitten dabei Steven Spielberg um Hilfe.

## Produktion
Die Dreharbeiten begannen im Januar 2021 und fanden in ganz Carmarthenshire statt. Zu den Schauplätzen gehörten das Lyric Theatre, das Rathaus von Ammanford und die Städte Laugharne und Llandeilo.

## Bewertung
Laut Rotten Tomatoes erhielt der Film wenige Kritiken, die mittelmäßig bis gute Bewertungen vergaben.